# لورين بينتون
لورين بينتون (بالإنجليزية: Lauren Benton)‏ هي مؤرخة أمريكية، ولدت في 1956 في بالتيمور في الولايات المتحدة.